# Georg Bürstmayr

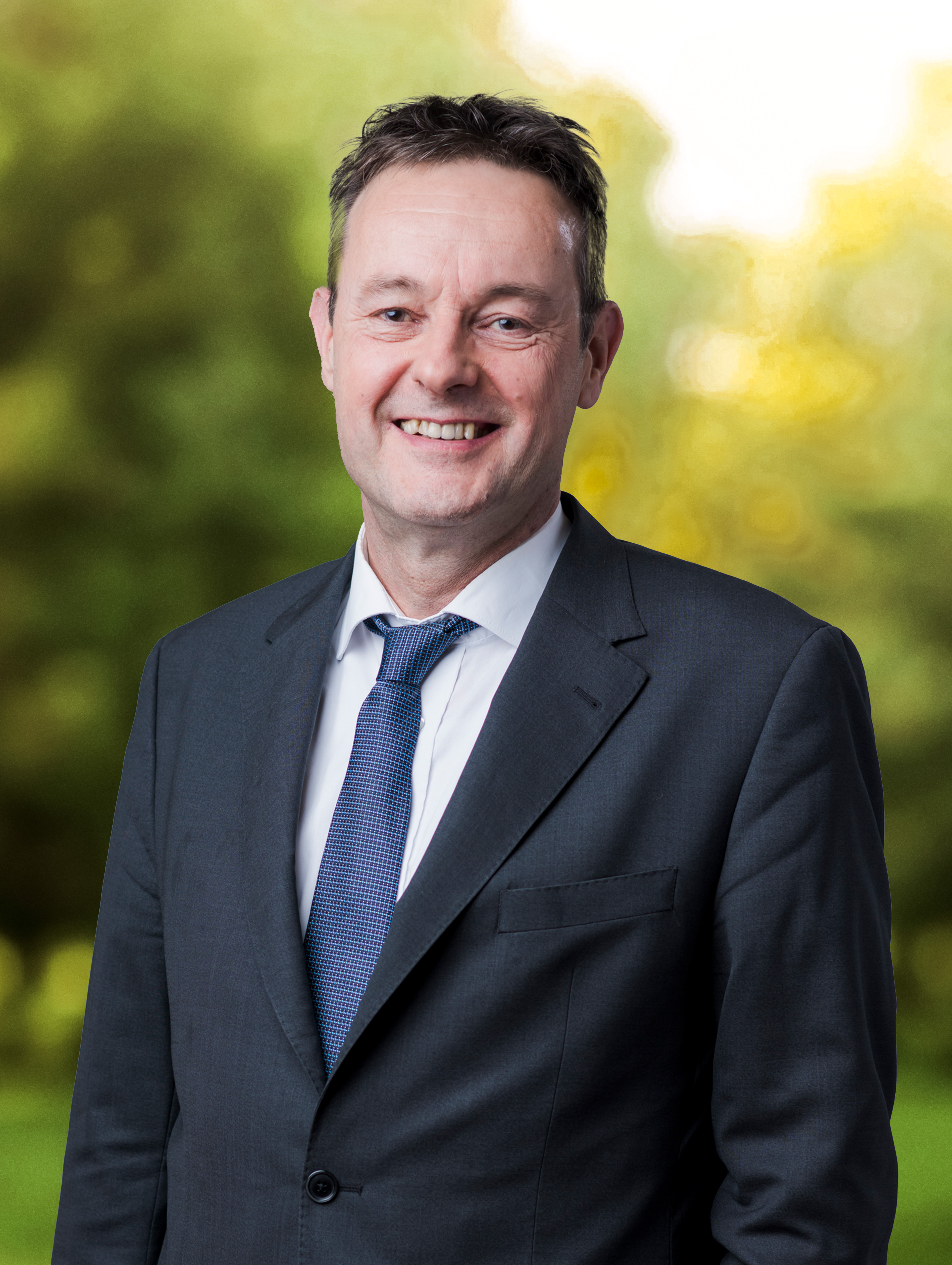
Georg Bürstmayr (2024)

Georg Bürstmayr (* 20. April 1963 in Wien) ist ein österreichischer Politiker (Die Grünen) und Rechtsanwalt. Vom 9. Jänner 2020 bis zum 23. Oktober 2024 war er Abgeordneter zum Nationalrat.

## Werdegang
Bürstmayr absolvierte nach dem Besuch der Volksschule in Wien und Maria Enzersdorf das Gymnasium Baden, wo er im Jahr 1981 maturierte. Im Anschluss studierte er am Juridicum Wien Rechtswissenschaften und schloss das Studium mit der Sponsion im Jahr 1990 ab. Nach der Absolvierung des Gerichtsjahres in Wien, arbeitete Bürstmayr bis 1997 bei einer Wiener Rechtsanwaltskanzlei. Seit 1997 ist er selbständiger Rechtsanwalt mit der Spezialisierung auf Fremden- und Asylrecht, Strafrecht, Verfassungs- und Verwaltungsrecht sowie Menschenrechts- und Grundrechtsschutz.
Neben seiner Tätigkeit als Rechtsanwalt war Bürstmayr in den Jahren 2000 bis 2012 als Kommissionsleiter des Menschenrechtsbeirates des Bundesministeriums für Inneres tätig. Im Jahr 2005 wurde er mit dem Bruno-Kreisky-Preis für Verdienste um die Menschenrechte ausgezeichnet.

## Politische Tätigkeit
Bürstmayr übernahm am 7. Jänner 2020, nach Ausscheiden von Alma Zadić aus dem Nationalrat und deren Amtsantritt als Justizministerin der Regierung Kurz II, deren Nationalratsmandat in der Fraktion der Grünen. Seine erste Rede als Nationalratsabgeordneter widmete Bürstmayr der Würdigung der Tätigkeit der österreichischen Polizei und gleichzeitiger Forderung nach der im Regierungsprogramm angeführten unabhängigen Behörde zur Untersuchung von polizeilichem Fehlverhalten.